# Helike
Koordinaten: 38° 13′ N, 22° 8′ O

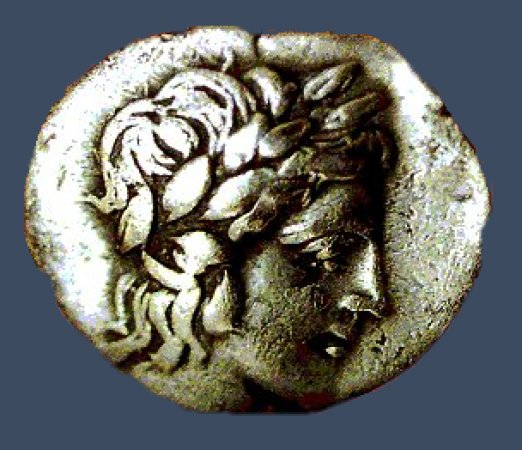
Münze aus Helike

Helike (altgriechisch Ἑλίκη) war eine bedeutende Stadt im antiken Griechenland und die führende Macht im frühen Achaiischen Bund aus zwölf griechischen Stadtstaaten. Sie lag im Norden der Peloponnes, am Golf von Korinth, in der Nähe des heutigen Egio.

## Geschichte
Schon während des Frühhelladikums (Frühe Bronzezeit, ca. 3000–2000 v. Chr.) war das Gebiet von Helike besiedelt. Funde von Wertgegenständen lassen auf einen gewissen Wohlstand der Stadt schließen. Doch auch dieses frühgeschichtliche Helike fiel wie sein klassisch-griechisches Pendant einem Erdbeben und anschließender Flutwelle zum Opfer.
In der Zeit der griechischen Kolonisation gründete Helike Kolonien in Kleinasien (Priene) und in Süditalien (Sybaris). Im 4. Jahrhundert v. Chr. war es die führende Stadt im Achaiischen Bund. Schutzgott der Stadt war Poseidon, der Tempel des Poseidon Helikonios war laut Pausanias das „heiligste Heiligtum der Ionier“. Ironischerweise habe Poseidon, der Gott des Meeres und der Erdbeben, die Stadt untergehen lassen, „weil die Bürger Schutzsuchende vom Heiligtum ferngehalten und getötet hatten“, so Pausanias.

## Untergang
Im Winter des Jahres 373 v. Chr. erschütterte ein schweres Erdbeben Helike und ließ sämtliche Gebäude zusammenfallen. Kurz darauf überschwemmte eine riesige Flutwelle die Stadt sowie zehn Kriegsschiffe aus Sparta, die im Hafen vor Anker lagen. Das Wasser der Flut ging nicht zurück, sondern bildete für mehrere Jahrhunderte eine Art Lagune. So berichten mehrere antike Autoren (u. a. Pausanias und Ovid), dass die Ruinen von Helike noch zu ihrer Zeit (1./2. Jahrhundert n. Chr.) von der Wasseroberfläche aus zu sehen waren.
Es gibt Überlegungen, wonach der Untergang von Helike den Zeitzeugen Platon zu seiner Erzählung über Atlantis inspiriert haben soll. Zwar ging bei dem Erdbeben weder eine Großinsel noch eine Zivilisation unter, aber es handelte sich immerhin um eine der schwersten und opferreichsten Naturkatastrophen der Region seit der Minoischen Eruption der Vulkaninsel Thera zu Beginn des Spätminoikums. (Siehe dazu: Lokalisierungshypothesen zu Atlantis, unter: Helike-Hypothese)
Zeitgenossen brachten das Erscheinen des Großen Kometen von 373 vor Christus mit der Katastrophe in Verbindung.

## Archäologie

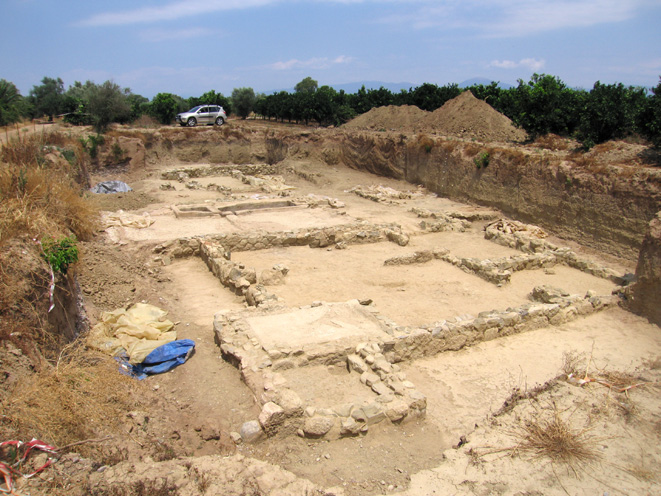
Reste einer ehemaligen Färberei

Nach dem Auffinden der Hafenanlagen im Meer 1988 gräbt seit 1991 ein griechisch-amerikanisches Forscherteam unter der Leitung von Steven Soter und Dora Katsonopoulou in der Ebene von Eliki. Man begann mit mehreren Bohrungen und Untersuchungen mit dem Magnetometer, bis man den genauen Ort der nach Erdbeben, Bodenverflüssigung und Überflutung versunkenen Stadt in der mittlerweile verlandeten Lagune lokalisiert hatte. 2000 und 2001 fand man schließlich die Überreste des 373 v. Chr. untergegangenen Helike.
Bis 2003 fand man weitere Spuren von Besiedlung aus älterer Zeit bis ins 3. Jahrtausend v. Chr. Die Ausgrabungen sind bis heute (2021) nicht abgeschlossen.